# (36687) 2000 RR4
2000 RR4 (asteroide 36687) é um asteroide da cintura principal. Possui uma excentricidade de 0.14894090 e uma inclinação de 4.62614º.
Este asteroide foi descoberto no dia 1 de setembro de 2000 por LINEAR em Socorro.